# Luděk Mikloško
Luděk Mikloško (Prostějov, 9 de dezembro de 1961) é um ex-futebolista tcheco, membro da Tchecolosváquia durante uma década.

## Carreira

### Banik Ostrava
Sua carreira profissional iniciou-se em 1980, no Hvězda Cheb, atuando em 23 jogos antes de assinar com o Baník Ostrava, time onde esteve nas categorias de base entre 1976 e 1980. Em oito anos a serviço dos Baníček, defendeu o time em 211 partidas.

### West Ham
Seu desempenho rendeu a contratação do goleiro por parte do West Ham, em 1990. Nomeado jogador do ano pelos torcedores em 1991, mesmo ano em que os Hammers foram promovidos à recém-criada Premier League, graças ao vice-campeonato da Segunda Divisão, além de ter chegado às semifinais da Copa da Inglaterra de 1990-91. 
Mikloško é lembrado pela torcida do West Ham por causa de seu desempenho contra o Manchester United, segurando um empate por 1 a 1, resultado que deu o título ao Blackburn Rovers.

### Queens Park Rangers
Fora dos planos de Harry Redknapp para 1998, Mikloško seria cedido por empréstimo ao Queens Park Rangers, sendo contratado em definitivo pouco depois. Em 2001, uma sequência de lesões forçou a aposentadoria do goleiro, aos 39 anos. Voltou ao West Ham no mesmo ano, dessa vez como treinador de goleiros. Em março de 2010, Ludo foi desligado da comissão técnica dos Hammers, que não explicaram o motivo da demissão.

## Seleção
Mikloško disputou 40 partidas pela Tchecoslováquia entre 1982 e 1992. Não seria convocado para a Copa de 1982, tendo disputado apenas a Copa de 1990, como reserva de Jan Stejskal.
Com a separação do país em República Checa e Eslováquia em 1993, o goleiro ficaria afastado do futebol internacional por quatro anos. Seria convocado pela primeira vez para a Seleção Checa de Futebol em 1996, mas foi preterido para a Eurocopa de 1996. Sua última partida foi no ano seguinte, despedindo-se de vez da carreira internacional após a não-classificação da República Checa para a Copa de 1998.